# Entstehung von Madagaskar

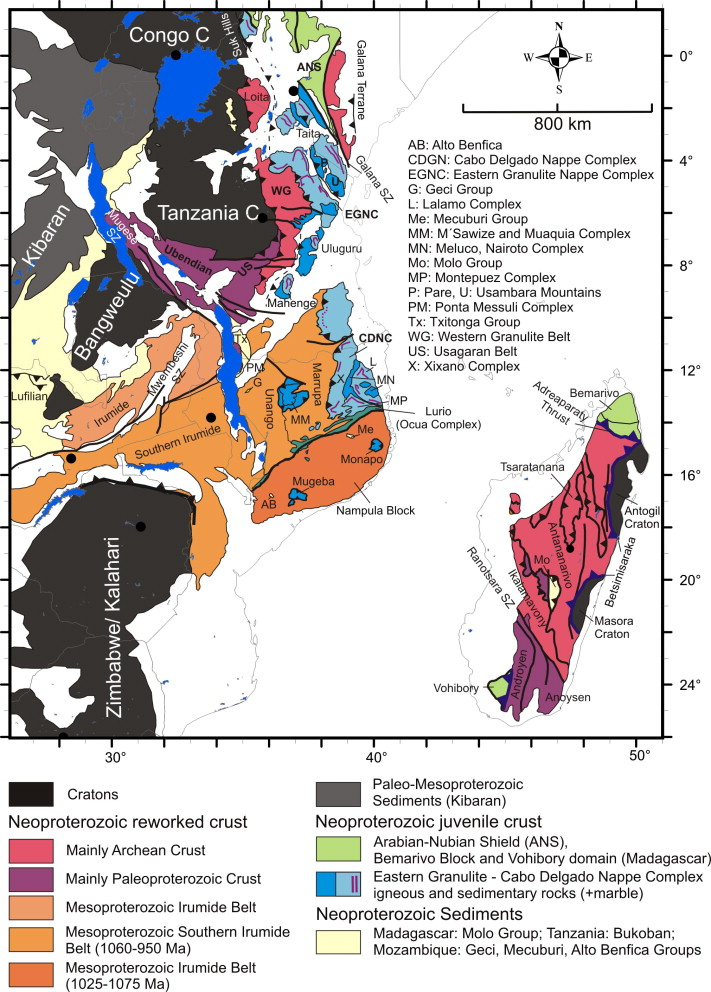
Mosambik-Gürtel mit Krustendomainen und -alter

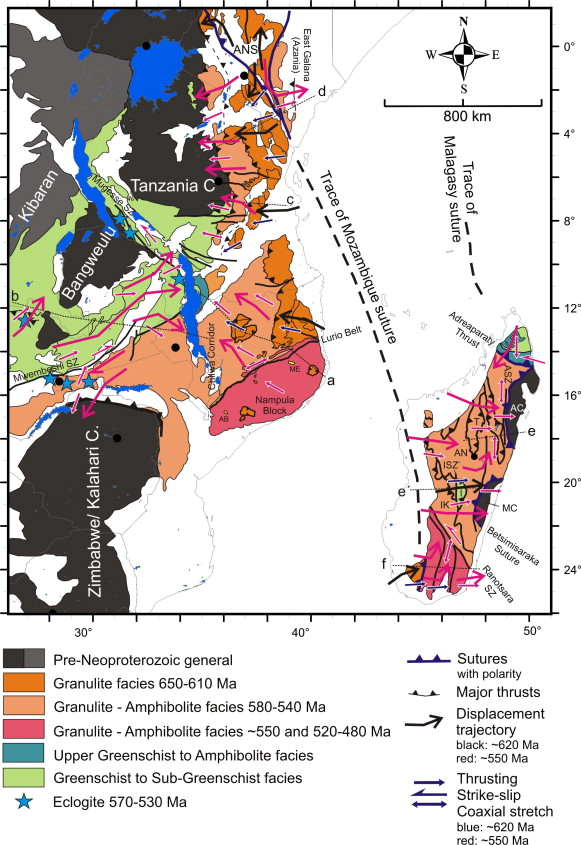
Mosambik-Gürtel Strukturelle und metamorphe Fazies.
Madagaskar mit mutmaßlichen Randzonen der Mosambik- und Malagasy-Ozeane

Die Entstehung von Madagaskar ist geprägt durch eine Ansammlung von unterschiedlichen geologischen Strukturen aus verschiedenen geografischen Ursprungsgebieten und zeitlichen Entwicklungsphasen. Sie umfasst paläoarchaische und paläoproterozische Kraton-Bruchstücke, die von anderen Kratonen abstammen, sowie neoproterozoische juvenile, d. h. neugebildete Inselbogen-Komponenten aus verschiedenen Ozeanbecken.
Während der Pan-Afrikanischen Orogenese schlossen sich diese Landmassen zusammen, als sich das Ostafrikanische Orogen bis vor etwa 550 Millionen Jahren (Millionen Jahre im folgenden Text als mya abgekürzt) bildete.
Indien mit Madagaskar löste sich ab etwa 160 mya von Afrika. Um etwa 90 mya erfolgte die Separierung Madagaskars von Indien. Seitdem ist Madagaskar von Afrika durch die Straße von Mosambik, von Indien durch den Indischen Ozean getrennt.

## Geologische Strukturen, Erdplattenverschiebungen

### Kratone
Von besonderer Bedeutung hinsichtlich der Entstehung von Madagaskar sind die Kratone von Zentralmadagaskar. Sie umfassen den Antogil-Block und den Kraton Antananarivo mit der Tsaratanana-Platte sowie die Itremo-Platte.
Beide madegassischen Kratone waren durch Ozeanbecken getrennt, die nach deren Schließung um 719 bis 530 mya die Betsimisaraka-Suturzone erzeugte. Diese Kontaktzone besteht aus hochgradig metamorphen, durch Temperatur und/oder Druck umgewandelten Gesteinen mit Mineralbestandteilen, die typisch für Ophiolithe sind und somit eine Kollisionszone zwischen Ost- und Westgondwana kennzeichnet.
Es wird vermutet, dass sich der Antogil-Block, und damit Madagaskar, um 96 bis 84 mya vom indischen Dharwar-Kraton löste, nachdem sich Indien einschließlich Madagaskar um 160 bis 158 mya von Ostafrika gelöst hatte.

#### Antogil-Block
Der Antogil-Block besteht aus zwei Kraton-Bruchstücken, dem Antogil-Kraton und dem Masora-Kraton. Der Antogil-Kraton liegt im Nordosten, während der Masora-Kraton im zentralen Osten, beide jeweils an den Randzonen von Madagaskar, liegt.
Gemäß der so genannten Out-of-Africa-Hypothese bzw. dem Azania-Terrane-Model war der Antogil-Block ursprünglich Bestandteil des indischen Dharwar-Kratons.
Während der Pan-Afrikanischen Orogenese vereinigte sich der Antogil-Block mit Azania und der ostafrikanischen Küste im Bereich des damals noch verbundenen Kratons Kongo-São Francisco (Kongo-SF) und des Kratons Tansania sowie des Bangweulu-Blocks.
Dies wird abgeleitet von den metamorphen und neukristallisierenden Ereignissen zwischen 792 und 553 mya. Sie sind die einzigen, die sich auf dem Antogil-Block in diesem Zeitraum ereigneten.

#### Antananarivo-Kraton
Der Antananarivo-Kraton scheint sich um 2500 mya gebildet zu haben und war ursprünglich Bestandteil der ostafrikanischen Küste mit den Kratonen Kongo-SF und Tansania sowie dem Bangweulu-Block.
Die Abtrennung dieses Kratons steht in Verbindung mit der Bildung von Azania. Azania, ein alter Name für Bereiche der ostafrikanischen Küste, erstreckte sich mutmaßlich von den heutigen Madagaskar, Somalia, Äthiopien bis hin zu den Afif-Terranen auf dem Arabisch-Nubischen Schild. Azania löste sich während des Abtauchens der ozeanischen Platte des Mosambik-Ozeans unter die afrikanische Ostküste mit Bildung von Krustenschollen (Mikrokontinente, Terrane und ähnliche Blöcke) archaischen und palaeoproterozoischen Alters von den östlichen Flanken der Kratone Kongo-SF, Tansania sowie dem Bangweulu-Block ab. Der Zeitraum dieser Trennung ist noch nicht geklärt.
Es wird angenommen, dass die Subduktion des Mosambik-Ozeans die Bildung von ozeanischen Inselbögen mit Backarc- und Forearc-Becken bewirkte, wodurch die die afrikanische kontinentale Kruste gedehnt wurde, was schließlich zur Ablösung dieser Krustenteile führte (Slab roll-back).
Die weit verbreiteten metasedimentären, durch Druck und/oder Temperatur umgewandelten Sedimente der Itremo-Platte, die sich ab 1855 mya auf dem Kraton abgelagert hatten, sind sehr ähnlich den Gesteinen des Tansania-Kratons und des Bangweulu-Blocks. Daraus kann auf eine damalige Verbindung dieser Formationen geschlossen werden.
Ein weiterer Hinweis auf diese These ist die Deformation (Verformung) der Itremo-Platte, bevor Gabbros und Granite in sie intrudierten (eindrangen). Der Zeitraum liegt noch sehr vage zwischen ca. 1700 bis 800 mya. Er ist vermutlich vergleichbar mit der Deformation des Irumide-Gürtels zwischen dem Tansania/Bangweulu-Kraton sowie dem Kraton Kalahari und liegt zeitlich vor dem Abdriften von Azania von der afrikanischen Ostküste, vermutlich 1050 bis 850 mya.
Auch die Tsaratanana-Platte, die Gesteine enthält, die mehr als 200 my älter sind als die vom Antananarivo-Kraton, zeigen Kontakte mit Afrika in Form von metamorpher Granulit-Gesteinseigenschaften (Fazies) wie sie auch auf dem nördlichen Teil vom Tansania-Kraton vorkommen.

### Sedimentäre Gesteinseinheiten
Die weitere Entwicklung von Madagaskar ist dokumentiert in neoproterozoischen, juvenilen Krustenbereichen aus Sedimentgesteinen (Ablagerungsgesteine), wie der Bemarivo-Gürtel im äußersten Norden, der Vohibory-Domaine im äußersten Süden, der Androyen-Einheit im Süden, der Molo-Bereich im südwestlichen Zentrum sowie der Betsimisaraka-Suturzone in den östlichen Bereichen.
Diese juvenilen Krustenbereiche stehen im Zusammenhang der Bildung des Mosambik-Gürtels. Geophysikalische Muster, strukturelle Eigenschaften und Geochronologie lassen vermuten, dass sich der Mosambik-Gürtel auch auf Madagaskar fortsetzt.
Der Bemarivo-Gürtel im nördlichen Madagaskar besteht aus zwei Terranen, die aus Inselbogen-Komponenten in verschiedenen Ozeanarrealen entstanden. Der Zusammenschluss beider Krustenblöcke untereinander erfolgte zwischen 563 und 532 mya und beide mit dem nördlichen Madagaskar-Kratonbereich um 540 bis 530 mya.
Die Vohibory-Domaine im südlichen Madagaskar enthält Metasedimente (durch Druck und/oder Temperatur umgewandelte Sedimente), die nach 800 mya abgelagert wurden. Sie zeigen Inselbogen-Komponenten aus intraozeanischen Grabenbrüchen, die auch die Ablösung von Azania von den afrikanischen Kratonen Kongo-SF, Tansania und Bangweulu bewirkten.
Anhand der sedimentären Einheiten des Bemarivo-Gürtels, der Vohibory-Domaine und der Betsimisaraka-Suturzone kann geschlossen werden, dass Azania im Westen vom Mosambik-Ozean und im Osten vom Malagasy-Ozean umgeben war. Die Randzone des Mosambik-Ozean kann verfolgt werden von der Vohibory-Domaine bis zum Arabisch-Nubischen Schild, während diejenige des Malagasy-Ozeans sich von der Betsimisaraka-Sutur über den Bemarivo-Gürtel zu den Seychellen erstreckte.

## Gesteine, Metamorphosen, Fazies

### Paläoarchaische Kratone

#### Antogil-Block
Der Antogil-Block (Antogil/Masora-Kraton) ist der älteste Krustenblock und besteht aus archaischen tonalitischen Ortho- und Paragneisen, 3320 bis 3154 mya, in die mehrere mafische Dykes (spaltenförmige magmatische Gesteinsformationen) eindrangen verbunden mit einer Sedimentationsabfolge nach einer tiefgreifenden Deformation und migmatischen Umwandlung der Gesteine. Das Alter der Ablagerung der Metasedimente datiert auf 3178 mya, während die Migmatisierung 2597 my alt ist. In einer anschließenden Phase wurden voluminöse, wenig geschichtete Granite erzeugt. Diese enthalten Komponenten von älterer wie auch von jüngerer Kruste.
Von 2570 bis 2513 mya drangen Granodiorit- und später Monzogranit-dominierte Vulkanite in den Gesteinskörper ein. Ihnen folgte die Bildung von Dyke-Schwärmen aus metamorphiertem Gabbro um 2147 mya.
Metamorphe und neukristallisierende Ereignisse sind nachgewiesen zwischen 792 und 763 sowie 553 mya. Sie sind die einzigen im Zeitraum der Pan-Afrikanischen Orogenese und weisen keine hochgradig thermisch/tektonischen Vorgänge auf. Die Gesteine liegen als Grünschiefer bis untere Amphibolit-Fazies vor.
Psammitische Metasedimentschichten liegen diskordant (winkelig oder unregelmäßig) auf dem nördlichen und westlichen kristallinen Grundgestein. Im nördlichen Bereich gehen diese Sedimente über in den Bemarivo-Gürtel. Im Westen trennt die breite Betsimisaraka-Kontaktzone (Sutur) den Antogil-Block vom Antananarivo-Kraton.
Diese hochgradig deformierte Sutur besteht aus graphitischem Pelit mit Aufschlüssen von Harzburgit, Chromit und smaragd-grünlichen Ablagerungen. Sie ist als Randzone des Malagasy-Ozeans zwischen den Kratonen Antogil und Antananarivo definiert.

### Paläoproterozische Kratone

#### Antananarivo-Kraton
Der Antananarivo-Kraton nimmt den größten und den zentralen Bereich von Madagaskar ein. Er besteht aus Granitoiden, 2550 bis 2500 mya. Zwischen 824 und 719 mya drangen voluminöse Vulkanite aus Granit, Syenit und Gabbro ein. Der Chemismus dieser Vulkanite entspricht Magmen, die in Bereichen von Subduktionszonen entstehen.
Der gesamte Kraton wurde zwischen 700 und 532 mya thermisch und tektonisch beeinflusst. Dadurch erhielten die ursprünglichen Gesteine eine Granulit-Fazies mit Entwicklung einer gneisartigen Anordnung.
Zwischen 630 und 561 mya trat Granitoid-Magmatismus auf, dessen Lavaströme sehr unterschiedlich dicke Platten, von 100 Meter bis mehreren Kilometer mächtigen Gesteinsschichten, bildete. Dieser Magmatismus trat während starker Deformationen des Kratons auf, die sich in der Betsileo-Scherzone im Südwesten des Kratons darstellen.
Der östliche Kraton-Bereich wurde zwischen 630 und 530 mya deformiert als die Kratone Antananarivo und Antogil kollidierten. Insbesondere erfolgte dabei zwischen 615 und 530 mya eine Ost-West Kontraktion.
Die Gesteine weisen eine Granulit-Fazies bis Gneis-Fazies auf.

#### Tsaratanana-Platte
Die Gesteine der Tsaratanana-Platte liegen auf dem Antananarivo-Kraton. Die Platte wird geformt durch die drei Gürtel ähnlicher Gesteinsbeschaffenheit, Geochronologie und Struktur Maevatanana, Andriamena und Beforona. Die Gürteln sind durch Mylonit-Zonen vom darunter liegenden Antananarivo-Kraton getrennt.
Die Tsaratanana-Platte enthält mafische Gneise, Chromit haltige ultramafische Gesteine, Tonalite und Meta-Pelite, die zwischen 2750 und 2490 mya entstanden und um 2500 mya deformiert und unter ultraheißen Temperaturen metamorph überprägt wurden.
Gabbros drangen zwischen 800 und 770 mya in den Gesteinskörper ein. Granitoide stiegen um 637 mya auf, jeweils verbunden mit weiteren Verformungen und Metamorphosen.

#### Itremo-Platte
Die Itremo Platte schließt sich im SW an den Antananarivo-Kraton an. Sie besteht aus dolomitischen Strukturen, Quarziten, Peliten und umgeformten Schluffgesteinen, die ungleichmäßig Amphiboliten und Gneisen aufliegen, die wiederum mit den Orthogneisen des Antananarivo-Kratons vergleichbar sind.
Diese Sedimentärgesteine, die möglicherweise von ostafrikanischen Quellen abstammen, wurden zwischen 1700 und 804 mya abgelagert und in liegenden, horizontalen Falten verformt. In diese drangen zwischen 804 und 779 mya verschiedene Gabbros und Syenite ein, die eine Chemismus-Verwandtschaft mit Supra-Subduktionszonen (Subduktionszonen mit Ophiolithen im Forearc-Bereich) aufweisen. Diese Gesteine entstanden vorwiegend in Bereichen von zusammenstoßenden Ozeanplatten.
Nach 789 mya wurde die Itremo-Platte neu deformiert in aufrechte, offene Falten, gegenläufige oder strike-slip Störungen (Blattverschiebungen), die zwischen 570 und 539 durch granitoide Intrusionen verschlossen wurde.
Der metamorphe Grad der Gesteine nimmt von Osten an der Betsileo-Scherzone zum Antananarivo-Kraton mit Unterer-Grünschiefer-Fazies nach Westen zu.
Die Ranotsara-Scherzone trennt die Itremo-Platte und damit den nördlichen und zentralen Bereich von Madagaskar von der südlich-westlich anschließenden Androyen-Region, die aus verschiedenen Sedimentengesteinen besteht und zwischen 645 und 530 mya hochgradig metamorph umgewandelt und durch Gesteinsschmelzen durchdrungen wurden.

### Neoproterozoische juvenile Krustendomainen

#### Betsimisaraka-Suturzone
Die breite Betsimisaraka-Suturzone trennt die Kratone Antananarivo und Antogil. Sie besteht aus Metasedimenten und enthält zahlreiche ultramafische und mafische Gesteine, die als Überreste einer ozeanischen Lithosphäre (obere geologische Schichten der Erde) angesehen werden. Daraus wird geschlossen, dass diese Sutur die Subduktionsrandzone des Malagasy-Ozeans zwischen den beiden Kratonen war.
Die Sedimente entstammen dem indischen Dharwar-Kraton und wurden zwischen 800 und 550 mya abgelagert.

#### Bemarivo-Gürtel
Der Bemarivo-Gürtel enthält zwei unterschiedliche juvenile Terrane, die sich als Inselbogen-Komponenten in verschiedenen Ozeanarrealen entwickelten. Im südlichen, älteren Terran entstanden hochgradig metamorphierte Paragneise, die sich aus metasedimentären, d. h., umgewandelten Sedimentgesteinen paläoproterozoischen Alters bildeten. In diese Paragneise drangen um 750 mya umfangreiche metamorphe Magmen aus ursprünglichen Inselbogen-Komponenten ein. Die Gesteine des südlichen Terrans weisen eine Obere Amphibolit- bis Granulit-Fazies auf.
Das nördliche, jüngere Terran entstand im östlichen Bereich von Azania und enthält überwiegend metamorphe Suprakrustale Gesteine aus magmatischen und magmatisch-sedimentären Abfolgen, 750 bis 740 und 720 mya. Auch diese wurden durchdrungen, 718 und 705 mya, durch Vulkaniten aus Migmatiten und Orthogneisen, die sich aus metamorph überprägten Inselbogen-Komponenten entwickelten. Die Fazies des nördlichen Blocks ist als Amphibolit bis Grünschiefer gekennzeichnet. Diese können mit den Seychellen und Nordwest-Indien in Verbindung gebracht werden.
Der Zusammenschluss beider Krustenblöcke untereinander erfolgte zwischen 563 und 532 mya und beide mit dem nördlichen Madagaskar-Kratonbereich um 540 bis 520 mya, jeweils verbunden mit letzten Durchdringungen aus Granotoiden und metamorphen Überprägungen. Getrennt sind sie durch eine Scherzone.

#### Vohibory-Domaine
Das Vohibory-Domaine besteht aus juveniler Kruste mit mafischen Granuliten, Amphiboliten und Sedimentgesteinen, die unter intraozeanischen Bedingungen zwischen 910 und 760 mya aus Inselbogen-Komponenten entstanden. Zwischen 630 und 600 mya unterlagen sie tektonischen und thermischen Umwandlungen als die Krustenbestandteile zusammenstießen.
Die Vohibory-Domaine ähnelt dem Eastern-Granulite-Gürtel in Tansania mit Granulite-Fazies, 650 bis 610 mya, so dass sich die juvenile Kruste im Mosambik-Gürtel von Süd-Kenia über Tansania bis hin zu Madagaskar erstreckt.

#### Androyen-Einheit
Die Androyen-Einheit bildet ein Gebiet südlich der Rantosara-Scherzone mit hochgradig umgeformten Metasedimenten. Die Umwandlung erfolgte unter ultrahohen Temperaturen. Ein unter der Sedimentdecke vermutetes archaisches Grundgebirge konnte bisher noch nicht bestätigt werden. Möglicherweise ähneln die Sedimente der Androyen-Einheit denen des Molo-Bereiches und den Provinzen der Itremo-Platten.
Die Ablagerung der Sedimente erfolgte zwischen 620 und 560 mya.

#### Molo-Bereich
Die Metasedimente des Molo-Bereichs wurden in einer dreiecksförmigen Zone zwischen der Itremo-Platte und der Ranotsara-Scherzone abgelagert.
Die Ausgangsgesteine mit einem Alter von 620 bis 560 mya entstammen einem Becken, das Zentralmadagaskar von Ostafrika trennte.